# Cascade Investment
Pour les articles homonymes, voir Cascade.
Cascade Investment est la holding gérant la fortune de Bill Gates. La société est basée à Kirkland aux États-Unis. Cascade Investment est administrativement rattaché à la Fondation Bill-et-Melinda-Gates via un trust.
La holding qui a en février 2021 plus de 75 milliards de dollars d'actifs sous gestion gère près de 60 % de la fortune totale de Bill Gates (les 40 %, soit plus de 22 milliards de dollars restant, sont gérés par le trust de la Fondation Bill-et-Melinda-Gates).

## Histoire
En 1995, Bill Gates recrute Michael Larson pour diriger Cascade Investment, son nouveau véhicule d'investissement de sa fortune grandissante,. Cascade Investment succède à la société Dominion Income Management, son précédent véhicule d'investissement. Via Corbis, Cascade Investment reprend l'agence Sygma en juin 1999.
En novembre 2006, Cascade Investment rachète le groupe Four Seasons Hotels and Resorts et ses 74 hôtels avec la Kingdom Hotels International,. En mai 2008, Cascade Investments rachète 3 % des magasins de moquettes Carpetright (en). En septembre 2008, Cascade co-investit 100 millions $ la société Sapphire Energy basée San Diego en Californie, spécialisé dans la création d'une essence renouvelable. En mai 2009, Cascade Investment monte à hauteur de 3,4 % dans le capital du groupe de télévision mexicain Grupo Televisa. En juin 2009, Cascade Investment rachète 3,16 % de BBA Aviation.
À partir de 2015, Cascade Investment démarre un bras de fer contre Saint-Gobain sur le rachat de Sika,. En décembre 2015, Cascade Investment injecte un demi-milliard de dollars supplémentaires dans le capital de Canadien National, faisant ainsi monter sa participation à 15 %, et son second apport au capital de CN dans la même année. En septembre 2022 la holding possède 9,7 % de Canadien National Railway.
En 2022 Cascade Investment détient 20 % de la Femsa, 8,30 % de Waste Management, 34,5 % de Republic Services, 7,8 % de John Deere, 12,6 % d'Ecolab, 15,2 % d'AutoNation (en), 5 % de Berkshire Hathaway. Le portefeuille est évalué à 42 milliards de dollars.
Cascade Investment entre au capital de Strategic Hotels & Resorts en 2008, et monte à hauteur de 7,9 % en mars 2015.
En 2017, Bill Gates a réalisé un investissement de 80 millions $ dans la région de Belmont, qui s'étend sur 24 800 acres près des White Tank Mountains. Les plans pour Belmont comprennent la construction de 80 000 logements, de 3 800 acres de locaux industriels, de bureaux et de commerces et de 470 acres destinés à des écoles.
Cascade Investment possède également plus de 100 000 hectares de terres agricoles réparties dans 20 États américains pour une valeur de près de 690 millions de dollars,.

## Description
Créé en 1995, Cascade Investment est un fonds d'investissement créé par Bill Gates pour développer sa fortune. Le fonds est géré par Michael Larson depuis sa création. La société est rattachéée à la Fondation Bill-et-Melinda-Gates, mais la gestion de ses actifs est assurée indépendamment par la société BGMI. Le taux annuel moyen de retour sur investissement de Cascade Investment est de 11 % depuis sa création.